# Kostel Neposkvrněného srdce Panny Marie (Paříž)
Kostel Neposkvrněného srdce Panny Marie (francouzsky église du Cœur-Immaculé-de-Marie) je sídlo Španělské katolické misie v Paříži. Kostel se nachází na adrese 51 bis–53, rue de la Pompe v 16. obvodu.

## Historie
Kostel byl postaven v roce 1898. Původně to byla kaple patřící bosým karmelitánům, řádu vypuzenému z Francie v roce 1901. V roce 1914 kostel připadl španělské komunitě v 16. obvodu, která se věnovala službě přistěhovalcům ze Španělska. První mše jako španělského kostela se zde konala 15. října téhož roku, v den liturgického svátku svaté Terezie z Ávily.
Kostel spravuje kongregace misionářů synů Neposkvrněného srdce blahoslavené Panny Marie (tzv. klaretiáni), jejíž členové dorazili do Paříže v roce 1913. Postupně se usadili u lazaristů, poté v rue Mesnil v prostorech farnosti Saint-Honoré-d'Eylau a nakonec na rue de la Pompe.
V roce 1921 se vlastníkem budov zahrnujících kostel a španělskou katolickou misii stal španělský stát. Misie pomáhá při hledání práce pro nově příchozí a organizuje jejich volnočasové aktivity. V sousedství se o mladé ženy stará domov zřízený v rue Saint-Didier.
Klaretiáni nebyli první náboženskou institucí, která se věnovala španělským přistěhovalcům, z nichž mnozí žili ve Francii od konce 19. století, nicméně zabývají se jimi nepřetržitě od svých počátků v tomto kostele. V roce 1916 proběhlo 41 křtů a v roce 1968 to bylo 692 křtů. Působení klaretských misionářů je patrné v tomto kostele, ale je také spojeno se sousedními farnostmi Notre-Dame de Grâce de Passy a Saint-Honoré-d'Eylau. V 16. obvodu byla silná španělská komunita, jejíž ženy byly v 60. letech často zaměstnány jako posluhovačky. Působení klaretiánů se rozšířilo i do dalších pařížských čtvrtí (Les Halles, Montmartre) a do předměstských měst, kde žilo obyvatelstvo ze Španělska, zejména na území departementu Seine-Saint-Denis.
Atmosféru tohoto kostela popsal ve svém deníku spisovatel Julien Green, který bydlel na počátku 20. století v sousední rue Cortambert.
Během okupace vydali čtyři klaretští kněží Židům falešné křestní listy, čímž zachránili 155 lidí. Archiv španělské katolické misie některé uchovává dodnes.
Od 50. let 20. století překročila španělská katolická misie svůj jednoduchý iberský rámec, aby oslovila všechny španělsky mluvící věřící, zejména z Latinské Ameriky. Kostel je také přístupný francouzským mluvčím, protože některé bohoslužby jsou vedeny v tomto jazyce, ačkoli se nejedná o farní kostel.
V roce 1969, kdy byly vztahy se španělskou ambasádou napjaté, byla v rue de la Pompe otevřena škola nabízející výuku španělštiny pro studenty, kteří se již vzdělávali ve francouzských zařízeních. Toto zařízení je dnes základní školou, která nese jméno spisovatele Federica Garcíi Lorcy; je umístěna v severní přístavbě kostela.

## Popis
Kostel v novorománském slohu má půdorys latinského kříže orientovaného na západ, s vyčnívající transeptem a jednoduchou apsidou.
Jeho zvonice je čtvercová. Uliční fasáda má obloukový portál zdobený lištami. Nad ním je řada slepých dvojitých oblouků a stěna s vysokým trojitým obloukovým oknem.
Stěny hlavní lodi a transeptu zdobí malby věnované Panně Marii, které vytvořil Lucien Jonas v roce 1944. Malby v chóru představují Neposkvrněné početí. Socha Panny Marie zdobí chór a socha Antonína Marii Clareta, zakladatele klaretiánů, je umístěna v transeptu. Další obrazy a sochy představují španělské světce. Vitráže zasvěcené také Marii a španělským světcům jsou dílem rodiny Mauméjeanů. Oltář je zasvěcen Nejsvětějšímu Srdci Ježíšovu, další svatému Františku Xaverskému.
V kostele jsou na ochozu instalovány varhany.